# Хархни
Хархни (таб. Хархни) — село в Табасаранском районе Дагестана (Россия). Входит в состав сельского поселения «Сельсовет Джульджагский».

## География
Расположено в 5 км к юго-западу от районного центра — села Хучни.
Ближайшие сёла: на западе — Гюгряг, на севере — Джульджаг.

## Население
| 1895 | 1926 | 1939 | 1970 | 1989 | 2002 | 2010 |
| ---- | ---- | ---- | ---- | ---- | ---- | ---- |
| 77   | ↗81  | ↗89  | ↗95  | ↘73  | ↗86  | ↗99  |
| 2021 |      |      |      |      |      |      |
| ↗152 |      |      |      |      |      |      |